# Godfather of Harlem
Godfather of Harlem è una serie televisiva drammatica statunitense trasmessa sul canale televisivo statunitense Epix dal 29 settembre 2019.
In Italia è stata resa disponibile a partire dal 23 febbraio 2021 su Disney+ come Star Original.

## Trama
Il Padrino di Harlem racconta la "vera storia" del famigerato boss del crimine Bumpy Johnson, che all'inizio degli anni '60 tornò da dieci anni di prigione per trovare il quartiere che un tempo governava in rovina. Con le strade controllate dalla mafia italiana, Bumpy deve affrontare la criminosa famiglia Genovese per riprendere il controllo. Durante la brutale battaglia, stringe un'alleanza con il predicatore Malcolm X - cogliendo l'ascesa politica di Malcolm nel mirino di sconvolgimenti sociali e di una guerra di mafia che minaccia di fare a pezzi la città.

## Episodi
| Stagione         | Episodi | Prima TV USA | Prima TV Italia |
| ---------------- | ------- | ------------ | --------------- |
| Prima stagione   | 10      | 2019         | 2021            |
| Seconda stagione | 10      | 2021         | 2021            |
| Terza stagione   | 10      | 2023         | 2025            |
| Quarta stagione  | 10      | 2025         | 2025            |

## Produzione
Il 25 aprile 2018, è stato annunciato che Epix ha ordinato una prima stagione composta da 10 episodi di una serie chiamata Godfather of Harlem prevista per il 2019. Le società di produzione coinvolte nella serie includono ABC Signature e Significant Productions. 
Il 19 giugno 2018, è stato riferito che John Ridley avrebbe diretto il primo episodio della serie. Il 6 agosto 2019 viene pubblicato il trailer . È stata presentata in anteprima il 29 settembre 2019 sul canale Epix.
Il 12 febbraio 2020, la serie viene rinnovata per una seconda stagione.
La serie è scritta da Chris Brancato, Moise Verneaux e Paul Eckstein. Chris Brancato e Paul Eckstein svolgono anche il ruolo di produttori esecutivi insieme a Forest Whitaker, Nina Yang Bongiovi, James Acheson e Markuann Smith.

### Distribuzione in Italia
A gennaio 2021 viene annunciato che la serie sarebbe arrivata su Disney+ come Star Original dal 23 febbraio successivo. Il 13 febbraio 2021 viene pubblicato il primo trailer italiano della serie.

## Accoglienza
Rotten Tomatoes ha assegnato alla prima stagione un indice di gradimento del 92% con una valutazione media di 7,50/10, basata su 25 recensioni.